# Моара-Жорій
Моара-Жорій (рум. Moara Jorii) — село у повіті Ботошані в Румунії. Входить до складу комуни Хенешть.
Село розташоване на відстані 389 км на північ від Бухареста, 30 км на північний схід від Ботошань, 91 км на північний захід від Ясс.

## Населення
За даними перепису населення 2002 року у селі проживали 108 осіб, усі — румуни. Усі жителі села рідною мовою назвали румунську.